# さぁイコー! たまごっち
『さぁイコー! たまごっち』は、2007年12月1日から2008年2月16日までBS11で放送されたアニメ番組。またバンダイチャンネルキッズでも同年11月29日より先行配信している。オー・エル・エムのプロデューサー・太田昌二率いるTEAM OTAが制作した最後の作品でもある。

## 概要
「たまごっち星」で暮らすまめっち、めめっち、くちぱっち、ちゃまめっち達の普段の日常を描く。
題名『Let`s Go!TAMAGOTCHI』の英語版も存在し、こちらはキャラクター達が英語で話す。

## キャラクター
キャラクターの声優は、左が日本語で右が英語の担当声優である。

### たまごっちスクール関連
まめっち
声 - 釘宮理恵 / ステファニー・シェー
本作の主人公。発明が得意だが、ろくな発明品がほとんどない。まじめで心優しくみんなのリーダー。
めめっち
声 - 柚木涼香 / ステファニー・シェー
まめっちの親友。大きな瞳とぐるぐるヘアーが自慢。第3話では寝癖によってスランプに落ちていたが、雨に濡れたせいか元に戻っていた。
くちぱっち
声 - 矢口アサミ / エブリン・ラント
まめっちの親友。食いしん坊で「だっち」が口癖。マイペースな上、周りを和ませる一面も。
まきこ
声 - 杉山佳寿子 /アナイス・モリアーティー
本名「マドレーヌ・キリエ・ドッチーヌ」。めめっちのライバルで縦ロールが自慢。まめっちファンクラブ会長。
くろまめっち
声 - 加藤奈々絵 / ジョニー・ヨング・ボッシュ
クールな性格で他人と関わるのは苦手だが、いざという時には頼りになる。まめっちとはライバル意識が強い。
めいどっち
声 - 城雅子 / ステファニー・シェー
掃除が大好き。
ふらわっち
声 - 佐々木日菜子 / ヴェロニカ・タイラー
花や植物が大好きでめめっちとは第7話で初めて会った時から大の仲良し。
みみっち
声 - 儀武ゆう子 / エブリン・ラント
耳がトレードマークだが、実は帽子らしい。男の子に見えるが実は女の子。
ござるっち
声 - 古島清孝 / マイケル・シンターニクラス
低血圧で早起きが苦手。「拙者」「ござる」が口癖。
とさかっち
声 - 鷹森淑乃 / ヴェロニカ・タイラー
その名の通りとさかが自慢。とげっちやひのたまっちとはバンドを組むなど大の仲良し。
ずきゅっち
声 - /古島清孝
たらこ唇が特徴で「ずきゅーん!」が口癖の男の子。
やんぐまめっち
声 - 吉原ナツキ /
まめっちの弟分で彼に憧れている。まめっちファンクラブで唯一の男の子。
りんごっち
声 - AKIKO / アイリーン・スティーブンス
まめっちのことが大好き。
いちごっち
声 - 川瀬晶子/ マーク・トンプソン
いちごのような姿をしている。出番と台詞は多くない。
とげっち
声 - 金野潤 / ヴェロニカ・タイラー
ロックンロールが大好き。
ひのたまっち
声 - 松尾大亮 / ヴェロニカ・タイラー
とげっち同様、ロックが大好きな熱血漢。
しましまっち
声 - 日比愛子/
縞模様が大好き。「しまします」が口癖。出番はほとんどない。
やったっち
声 - 渡辺美佐/
「やったー!」が口癖のムードメーカー。
ごりっぱ先生
声 - 間宮くるみ / エブリン・ラント
まめっちのクラスの担任。よい行いをした生徒に「ごりっぱマーク」をあげる。
ミミズ校長
声 - 大竹宏 / ダン・グリーン
たまごっちスクールの校長。体は小さい。

### 親族
ちゃまめっち
声 - 儀武ゆう子 /ミシェル・オマキシム
まめっちの妹。兄が大好きでいつもついてきてしまう。手先が器用で、第2話ではまめっちの発明品に新機能を組み込んでいた。第6話では（夢の中において）スーパーヒロイン・ちゃまガールに変身する。
ままめっち
声 - 鷹森淑乃 / ヴェロニカ・タイラー
まめっちの母。

### その他
ちゃおっち
声 - 川瀬晶子 / ベラ・ハドソン
ばんからっちの憧れの人。劇場版にも登場したが声が違う。
ばんからっち
声 - 金野潤 /
ちゃおっちが好きだが思いは通じていない。ひょんなことからくろまめっちの男気に惚れ、彼を兄貴分と慕う。
ごっち大王
声 - 大竹宏 / ダン・グリーン
笑うと殻が割れてしまうが、ひび割れ防止のため笑わないよう日々訓練をしていた。ただし、自分のダジャレで笑ってしまう一面も。
たまこ姫
声 - 川瀬晶子 / ヴェロニカ・タイラー
ごっち大王の娘。
デパガッチ
声 - AKIKO /
おやじっち
声 - 三宅健太 /
おじっち
声 - /
おトキっち
声 - 杉山佳寿子 / ベラ・ハドソン
ぐまっち
声 - 三宅健太 /
恐そうな外見だが、心は優しい。第6話では怪獣として登場。
売店鳥
声 - AKIKO /
もりかみっち
声 - 加藤奈々絵 /
うさっち
声 - 城雅子 /
もんきっち
声 - 間宮くるみ /
むしくいっち
声 - 古島清孝 /
すきま風っち
声 - 川瀬晶子 /
太陽っち
声 - 松尾大亮 / マーク・ディレイソン

## スタッフ
- 原案 - BANDAI、WiZ
- 企画 - バンダイ
- 監督 - 浅田裕二
- シリーズ構成・脚本 - 松井亜弥
- アニメーションキャラクター - 一石小百合
- 色彩設計 - 大関たつ枝
- 美術監督 - 工藤ただし
- 撮影監督 - 池田新助
- 音響監督 - 三間雅文
- 音楽 - 田中公平
- 編集 - 荻野郷子
- 作画協力 - スタジオコクピット
- プロデューサー - 泉谷繁夫、加藤満
- アニメーションプロデューサー - 神田修吉
- アニメーション制作 - OLM Team OTA
- 製作 - バンダイ

## 各話リスト
| 話数   | サブタイトル                             | 絵コンテ 演出 | 作画監督 |
| ------ | ---------------------------------------- | ------------- | -------- |
| 第1話  | 朝からごりっぱ! たまごっちスクール       | 浅田裕二      | 高橋英吉 |
| 第2話  | まめっちのビックリ新発明!?               | 浅田裕二      | 高橋英吉 |
| 第3話  | めめっちのぐるぐるピンチ!                | 古賀一臣      | 高橋英吉 |
| 第4話  | ぱっちの森のある一日                     | 浅田裕二      | 玉川明洋 |
| 第5話  | チームでたいこー! まめっちVSくろまめっち | 新田典生      | 西尾公伯 |
| 第6話  | スーパーヒロインちゃまめっち!            | 浅田裕二      | 西尾公伯 |
| 第7話  | おぼえてる? ふらわっち                   | 古賀一臣      | 西尾公伯 |
| 第8話  | モテモテ!? くろまめっち                  | 浅田裕二      | 秋元勇一 |
| 第9話  | ねつれつ! まめっちファンクラブ           | 古賀一臣      | 西尾公伯 |
| 第10話 | ごっち大王は笑わない?!                   | 新田典生      | 高橋英吉 |
| 第11話 | ごりっぱ先生のバースデー!                | 新田典生      | 高橋英吉 |
| 第12話 | たまごっちタウンのないしょばなし         | 浅田裕二      | 高橋英吉 |

## 放送局
本放送は1クールだったが、BS11では何度かリピート放送された。
| 放送局                   | 放送期間                       | 放送日時           | 備考                   |
| ------------------------ | ------------------------------ | ------------------ | ---------------------- |
| BS11                     | 2007年12月1日 - 2008年2月16日  | 土曜 19:56 - 20:00 | 『アニメ+』枠          |
| バンダイチャンネルキッズ | 2007年11月29日 - 2008年2月14日 | 木曜 更新          |                        |
| YouTube                  | 2008年12月1日 -                |                    | オリジナルアニメも配信 |